# Alexander Kluge
Alexander Ernst Kluge (Halberstadt, 14 februari 1932) is een Duits film- en televisieproducent, auteur, scenarioschrijver en advocaat. Hij woont in München en heeft twee kinderen.

## Biografie
Kluge werd geboren in Halberstadt als zoon van een arts. Zijn ouders scheidden in 1945, waarna zijn moeder met hem naar Berlijn trok. Zijn vader bleef in Halberstadt. Kluge studeerde rechten, geschiedenis en kerkmuziek in Frankfurt en liep stage in het Frankfurter Institut für Sozialforschung van Theodor W. Adorno, de bakermat van de Frankfurter Schule. Hij raakte persoonlijk bevriend met Adorno en Jürgen Habermas. Op voorspraak van Adorno deed Kluge een stage bij Fritz Lang op de set van Der Tiger von Eschnapur.

## Film
Kluge werd in eerste instantie bekend als filmregisseur. Hij was co-auteur van het Oberhausen-pamflet (1962) en van de slogan "Papas Kino ist tot". Hij wordt als een van de grondleggers van de Nieuwe Duitse Film en de Duitstalige onafhankelijke auteursfilm beschouwd, de Duitse tegenhanger van de Nouvelle Vague (Godard) in Frankrijk. Hij werkte samen met Edgar Reitz, Volker Schlöndorff en Rainer Werner Fassbinder. Hij won de Gouden Leeuw van het Filmfestival van Venetië in 1968. Hij was medeoprichter van de Hochschule für Filmgestaltung in Ulm (1958-1968), een afdeling van het toentertijd erg omstreden initiatief om naar het model van het liberal arts college een democratische onderwijsinstelling op te richten. Hij initieert de omnibusfilm Deutschland im Herbst die treffend de tijdsgeest tijdens de tumultueuze Deutscher Herbst documenteert. Het filmoeuvre van Kluge is sterk essayistisch van inslag.

## Televisie
Sinds de jaren ’80 maakt Kluge werk voor televisie. In 1987 richtte Kluge een eigen televisiefirma op:. Hij verwierf via het rechterlijk geregelde systeem van "uitzendingen voor derden" prominente zendtijd bij commerciële zenders als RTL en Sat.1. Daarnaast zendt hij uit via nieuwszenders als Spiegel TV, Stern TV en Focus TV, en sinds enige tijd ook via het internet. Initieel lag de focus op cultuur (muziek, theater, opera) en documentaires over de Duitse geschiedenis. Gaandeweg verschuift de focus naar interviews met wetenschappers, auteurs en filosofen, tot docufictionele interviews, experimentele persiflages van historische figuren als Adolf Hitler gespeeld door acteurs zoals Helge Schneider. Kluge hanteert een eigenzinnige en tegendraadse interviewstijl die beïnvloed is door Bertolt Brecht en Walter Benjamin.

## Theoretisch werk
Samen met de socioloog Oskar Negt schreef Alexander Kluge een aantal theoretische en filosofische studies, die gebundeld werden onder de titel Der unterschätzte Mensch (2001; in het Engels vertaald en geactualiseerd als History and obstinacy in 2014). Met hun theoretisch werk reageren Negt en Kluge op het werk van Jürgen Habermas. Ze definiëren het concept "tegenopenbaarheid" en zien over het algemeen meer kritisch potentieel in populaire cultuur. Met tegenopenbaarheid wordt in bv. documentair proza enerzijds het ontmaskeren van het zogenaamde authentiteitskarakter van uitspraken en documenten bedoeld, die in de media van de burgerlijke publiciteit als echt behandeld worden en anderzijds wordt er in deze documentaire proza een stem verleend aan wie door diezelfde media genegeerd wordt. Bovendien vervangt de schrijfwijze van Kluge en Negts theoretische werk (met heel veel anekdotes en beeldmateriaal) de speculatieve geschiedenisfilosofie van het Marxisme door een antropologie die zich doelbewust ergens tussen theorie en empirie positioneert.

## Literaire rentree
In 2000 maakte Kluge een literaire rentree met twee lijvige boekdelen onder de titel Chronik der Gefühle, een compilatie van eerder verschenen en nieuwe kortverhalen. Sindsdien verschijnen jaarlijks nieuwe boekdelen. Zijn stijl wordt persoonlijker. Tegelijk experimenteert hij met mengvormen van feit en fictie. Hij verweeft actuele gebeurtenissen met een perspectief van longue durée. Het werk van deze typische poeta doctus omvat naast geschiedenis en filosofie ook steeds sterker een bonte mengeling van wetenschappen en antropologie en past inzichten uit evolutionaire biologie en neurowetenschappen op menselijke emoties toe. De erudiete stijl is vergelijkbaar met die van andere encyclopedische auteurs zoals Thomas Pynchon en Paul Verhaeghen, met inbegrip van de humoristische vervreemding en de geleerdensatire, maar de boeken zijn steeds bundelingen van ultrakorte verhalen in de stijl van Heinrich von Kleist en Bertolt Brecht. Kluge werd in 2003 bekroond met de Büchner-prijs, de hoogste literaire onderscheiding in het Duitse taalgebied.

## Installaties en multimediaal werk
Sinds 2013 presenteert Kluge de synthese van zijn filmisch en literair werk steeds vaker via tentoonstellingen in musea en via audiokunst. Vaak gaat het om collaboratief werk met kunstenaars zoals Anselm Kiefer, Thomas Demand, Anna Viebrock, Georg Baselitz en Khvan de la Cruz. Kluges werk maakte ook deel uit van een duo-tentoonstelling met en rond James Ensor.

## Receptie in België en Nederland
In 2013 vond een wetenschappelijk congres over Kluge (Reading/Viewing Alexander Kluge’s Work) plaats aan de Universiteit Luik. Sinds 2014 verschijnt het Alexander Kluge Jahrbuch in Göttingen. Het filmwerk en een selectie van het televisiewerk van Alexander Kluge zijn beschikbaar op DVD in het kader van de Filmedition Suhrkamp met ondertitels in het Engels, Frans (en Chinees). Het volumineuze literaire en theoretische werk van Alexander Kluge werd recentelijk partieel vertaald in het Engels en het Frans; vertalingen in het Nederlands zijn schaars. In 2008 wijdde het tijdschrift Raster zijn nummer 121 aan het werk van Alexander Kluge en Wolfgang Koeppen.

## Prijzen

### Film
- 1966: Zilveren leeuw van het Filmfestival van Venetië voor Abschied von Gestern
- 1967: 2x Duitse Filmprijs (productie, regie) voor Abschied von Gestern
- 1968: Gouden Leeuw van het Filmfestival van Venetië voor de film Die Artisten in der Zirkuskuppel: Ratlos
- 1969: Duitse Filmprijs voor Die Artisten in der Zirkuskuppel: Ratlos
- 1975: Duitse Filmprijs voor de muziekdramaturgie van In Gefahr und größter Not bringt der Mittelweg den Tod

## Vertalingen
- „Een liefdesexperiment” (Vertaald door J. F. Vogelaar) / “Massale sterfte in Venetië” (Vertaling: Paul Beers), in: Raster 13 (1980), 40-43.
- „De luchtaanval op Halberstadt op 8 april 1945 (Partim Vertaling door J. F. Vogelaar)”, in Raster 75 (1996).
- „Op het scherp van de snede heeft politiek het onmogelijke nodig. Op de veiligheidsconferentie 2003 in München” (Vertaald door Erik de Smedt), in: Yang 3/2006, 303-316.
- „Lente met witte vlaggen. April 1945“ (vertaling Anne Folkertsma & Marianne van Reenen), Cossee, 2021

- Bibsys: 90060286
- Biblioteca Nacional de Chile: 000756593
- Biblioteca Nacional de España: XX1331700
- Bibliothèque nationale de France: cb12283803d (data)
- Catàleg d'autoritats de noms i títols de Catalunya: 981058512207806706
- CiNii: DA03542906
- Digitale Bibliotheek voor de Nederlandse Letteren: klug009
- Gemeinsame Normdatei: 118563491
- International Standard Name Identifier: 0000 0001 0917 3272
- Library of Congress Control Number: n50043439
- Nationale Bibliotheek van Letland: 000054020
- MusicBrainz: be2ddcde-5aa5-4632-9f07-2b7c17ce9946
- Nationale Bibliotheek van Tsjechië: xx0012031
- Nationale bibliotheek van Australië: 35275970
- Nationale Bibliotheek van Israël: 987007274856205171
- Nationale Bibliotheek van Polen: a0000002025463
- Nationale en Universitaire bibliotheek Zagreb: 000012402
- Nederlandse Thesaurus van Auteursnamen: 068351739
- Réseau des bibliothèques de Suisse occidentale: 02-A003460682
- RKD-Nederlands Instituut voor Kunstgeschiedenis: 404240
- Istituto Centrale per il Catalogo Unico: RAVV029633
- LIBRIS: 193894
- SNAC: w6d35qzq
- Système universitaire de documentation: 03166590X
- Trove: 893439
- Union List of Artist Names: 500470340
- Virtual International Authority File: 76379337
- WorldCat: E39PBJwX4FJxvTbxTg3kgrycfq